# 巴德拉
巴德拉（羅馬化：Pādra）是印度古吉拉特邦巴罗达县的一个城镇。总人口35922（2001年）。

## 人口
该地2001年总人口35922人，其中男性18781人，女性17141人；0—6岁人口3830人，其中男2081人，女1749人；识字率76.77%，其中男性为81.34%，女性为71.77%。